# カルピスウォーター
カルピスウォーター（Calpis Water）は、カルピス株式会社（二代目法人）が製造し、アサヒ飲料が販売する乳清飲料。2022年春からのキャッチフレーズは甘ずっぱいが、あふれてる。

## 概要
1991年2月1日に当時のカルピス食品工業株式会社より発売された。
同社の商品ラインナップの中核を成すカルピスは濃縮されている原液が瓶詰めされている商品である。従って、飲用時には希釈する手間がかかってしまう。この原液を単純に水で希釈しただけの飲料は、時間経過により粒子の凝集・沈澱などの劣化が生じるため、1919年以来濃縮タイプのみ発売され、その後も1973年に炭酸飲料タイプのカルピスソーダが発売されているのみであった。
その後の技術進歩により、粒子径を濃縮タイプの約8分の1に細かくし、鮮度保持のため窒素ガスを封入することにより炭酸飲料ではない、本品の商品化が実現した。
発売開始時のCMのキャッチコピーは「遅くなってごめん」。そのCMでは、「遅い」に因んでオス・メスの亀のぬいぐるみによるコマ撮りのものが使われ、松任谷正隆主宰のマイカ・プロジェクト（メインボーカルは熊谷幸子）によるCMソング「白いKiss」が制作された。
- 「白いKiss」は8センチCDで音源化されプレスはされたものの、松任谷正隆によると「権利関係がクリアできず」リリースは見送られ、一部の関係者に配布されたのみとなっている。

一般家庭におけるカルピスの利便性を高める意味で、顧客からの期待が寄せられていた商品であったため、年間500万ケース突破でヒットと呼ばれる清涼飲料水業界において、2000万ケースを超える出荷を達成し、1991年のヒット商品番付にランクされる史上稀に見るヒット商品となった。
かつては「カルピスウォーター・レモン」や「カルピスウォーター・ライト」といった派生商品も発売された。なお、「カルピスウォーター・レモン」は2021年6月〜9月に「カルピスウォーター」ブランド30周年限定商品として発売されたほか、2022年には「カルピスウォーター・ソルティレモン」を熱中症対策飲料として期間限定発売されている。
夏を中心に、冷凍対応ペットボトルが主にコンビニエンスストアやスーパーで販売される。

## 年表
- 1991年 - カルピスウォーター発売。当初のラインナップは缶入りのみ。
- 1993年 - カルピスウォーター・レモン発売。
- 1994年 - カルピスウォーター・ライト発売。
- 2012年 - カルピスウォーター・ゼロを夏季限定で発売。
- 2016年 - アサヒグループの飲料事業再編で、カルピスウォーターなどカルピス社の全商品の販売元がアサヒ飲料に移管される。
- 2018年 - 「三ツ矢サイダー」と共に、ダイドードリンコが管理する自動販売機への供給を開始（自動販売機用の430mlペットボトルのみ）[5]。
- 2019年 - 500mlペットボトル・1.5Lペットボトルの絵本ボトルへの切り替えをもって、ラベル上部の「カルピス」のロゴが「アサヒ」のロゴに変更。

## CM
- 1993年 - 西田尚美 、後藤久美子
- 1994年 - 奥山佳恵
- 1995〜1997年 - 内田有紀
- 1998〜1999年 - Coming Century
- 2000年 - 酒井彩名、トロ(ゲーム「どこでもいっしょ」のキャラクター)
- 2001年 - 平山綾、トロ
- 2002年 - 土屋アンナ
- 2003〜2004年 - BoA
- 2005〜2008年、2022年 - 長澤まさみ（2011年に川島が通う学校の先生役として再度出演）
- 2007年 - 池松壮亮
- 2008年 - 朝倉あき
- 2009〜2011年 - 川島海荷（2010年は主演映画『私の優しくない先輩』とのコラボレーションではんにゃ・金田哲と共演）
- 2012〜2014年 - 能年玲奈
- 2015年 - 黒島結菜
- 2016〜2021年 - 永野芽郁[6]
- 2022年〜 - 當真あみ